# Діжонський собор
Собо́р свято́го Вені́гна — кафедральний собор Діжонської архідієцезії Римо-католицької церкви, національний пам'ятник Франції, одна з головний пам'яток міста Діжон. Зведений між 1280 та 1325 роками у готичному стилі, освячений 9 квітня 1393 року на честь святого Венігна Діжонського, ранньохристиянського святого, який загинув мученицькою смертю на території Бургундії.
З 1792 року був собором Діжонської дієцезії, а з 2002 року є собором Діжонської архідієцезії.

## Історія
У 511 році на місці майбутнього собору святий Григорій з Лангра спорудив крипту над саркофагом, де зберігалися мощі святого Венігна. У 535 році тут постала базиліка, яка незабаром стала осередком монастиря. Пізніше базиліка і монастир значно постраждали від пожеж і землетрусу. У 871 році Ісаак, єпископ Лангра, відбудував базиліку і знову заснував монастир, який віддав ордену бенедиктинців. У 989 році Бруно, єпископ Лангра, попрохав Майоля Клюнійського, аббата Клюні, послати ченців з абатства для повторної організації монастиря, який на той час вже занепав. Наступного, 990 року Вільям з Вольпіано призначається новим абатом монастиря. Втім, будівля базиліки перебувала в аварійному стані, тому у 1002 році починається будівництво нової церкви у романському стилі. За проектом, храм складався з підземної церкви навколо саркофагу Венігна, наземної церкви для богослужінь та ротонди, діаметр якої становив 17 метрів. Храмовий комплекс був пишно декорований у стилі Клюнійського абатства. У 1016 році Ламберт I, єпископ Лангра, освятив нову церкву, а у 1017 році храм було відкрито. Проте, вже через півтора століття, у 1137 році велика пожежа знищила більшу частину Діжона, у тому числі і монастир з церквою. У 1147 році храмовий комплекс був відбудований та освячений папою Римським Євгенієм III.
У 1272 році в соборі обвалилася вежа з хрестом, знищивши верхню церкву, значно пошкодивши нижню та ротонду. Головою абатства на той час був Гуго Аркський, виходець з багатої місцевої родини. За сприяння своїх впливових друзів, він у 1281 році починає будівництво нового готичного собору. Спочатку будівництво собору йшло досить швидко, але у 1300 році Гуго помирає і ця подія значно уповільнює процес будівництва, майже на той момент закінченого. Собор був закінчений лише у 1325 році, освячений 9 квітня 1393 року на честь святого Венігна. На відміну від старої базиліки, нова церква відрізнялася суворістю та простотою форм.
Під час Французької революції абатство було секуляризоване, але у 1792 році церква стала собором єпархії Діжона (у 2002 році єпархія отримала статус архієпархії). Ротонда над могилою святого Венігна, втім, була зруйнована, від неї залишився лише найнижчий ярус, повторно викопаний та відновлений у XIX столітті, що слугує криптою.
У 1819 році навіть точилися дискусії з приводу знесення собору, проте у 1830 році почалася реконструкція пам'ятки. У 1862 році собор був внесений до списку історичних пам'яток Франції. У 1884 році проводилася чергова реконструкція під наглядом архітектора Шарля Сюїса (фр. Charles Suisse)
У 1951 році собор потрапив до французьких ЗМІ з цікавого приводу: перед входом до собору парафіяни урочисто спалили опудало Санта-Клауса, на знак протесту проти привнесення язичницьких мотивів у святкування Різдва та комерціалізації цього свята.

## Архітектура

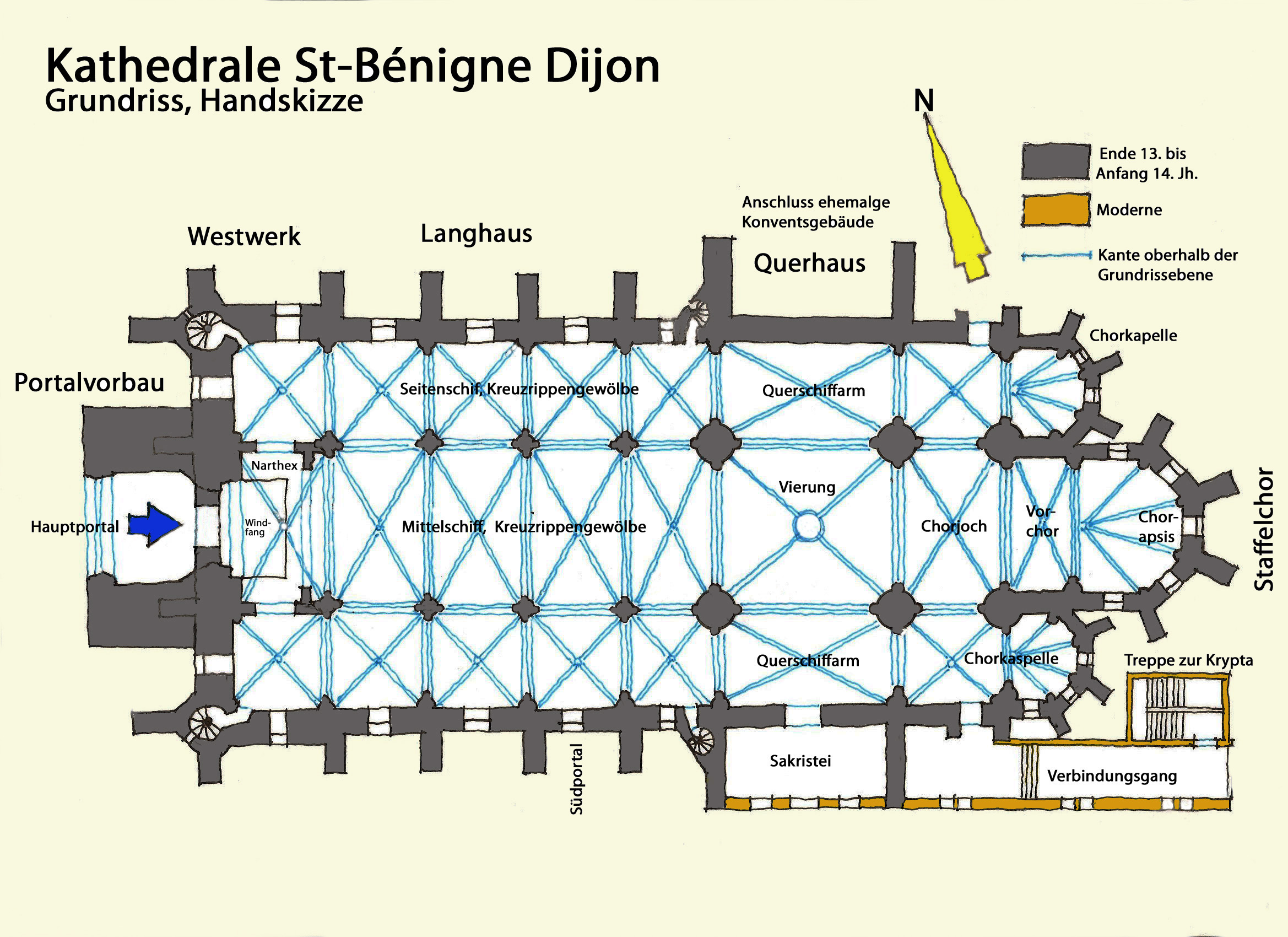
Планування собору

Основна будівля Діжонського собору у довжину становить 68 метрів, в ширину — 29 метрів, в висоту — 26 метрів. Над перехрестям нефів розташована сиґнатурка, зведена у XIX столітті, її висота становить 93 метри (до реконструкції собору вона була 55 метрів заввишки).

### Екстер'єр
Фасад собору має суворі і прості форми. В передній частині розташований нартекс, увінчаний галереєю. На другому поверсі знаходиться вікно-«троянда». Головний фасад оточений шестикутними колонами та увінчаний невеликим щипцем. Первісний романський портал був зруйнований у 1794 році, у 1818—1822 роках зведено новий портал; на тимпані зображено Ісуса, який виганяє торговців з храму, а на рельєфі роботи Едме Бушардона — побиття камінням святого Степана.

### Інтер'єр
Головний неф собору споруджений у стилі бургундської готики та ділиться на п'ять травей. Над аркадами, що ведуть до трансепта, розташовані чотиривіконні трифорії, а над ними — ряд високих стрілчастих вікон. Трансепт не виступає за лінію основного об'єму і також прикрашений трифоріями.
Вівтар зведений з каменю жовтого кольору, відмінного від того, що використовувався в основній наві. Над вівтарем — високі потрійні вікна, увінчані розетками.

### Орган

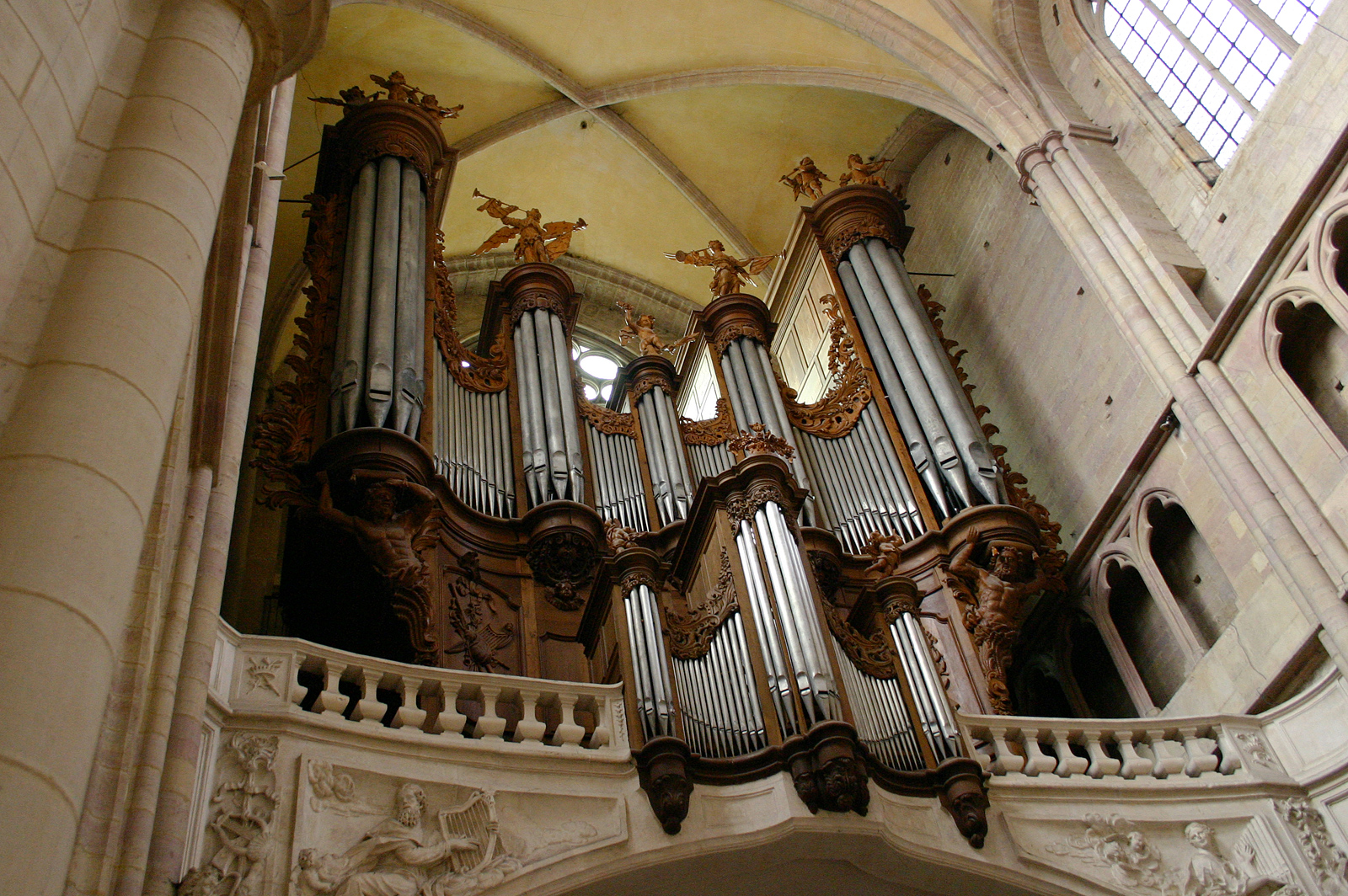
Орган

Вперше орган собору згадується у 1572 році, коли Франсуа де Олів'є (фр. François des Oliviers) проводить невеликий ремонт органу, розташованого в лекторії. У квітні 1632 року майстер Симон Дюпре (фр. Simon Duprey) бере замовлення на будівництво нового інструменту, але помирає, і замовлення виконують його нащадки та майстер Жан д'Ервіль (фр. Jean d'Herville). Новий орган встановлено 12 вересня 1632 року. У 1740 році ченці вирішують замовити новий орган. Виготовлений з дуба діжонськими майстрами Едме та Гійомом Марле і прикрашений фігурами янголів, які грають на музичних інструментах, цей інструмент по висоті майже сягає стелі. На той час це був найбільший орган у Франції, він мав 45 трубок, розділених на 4 мануали і педаль. У 1787—1788 Жан Рішар з Труа перебудував орган, а в 1798 році органіст Жозеф Домінік Парен запропонував органних справ майстру Франсуа Калліне дещо модифікувати інструмент. У XIX столітті орган також ремонтувався та перероблявся, у 1902 році були електрифіковані вітрові клапани. У 1908 році орган собору святого Венігна був визнаний історичною пам'яткою.
Сучасний орган має 73 трубки та 5 мануалів і педаль.

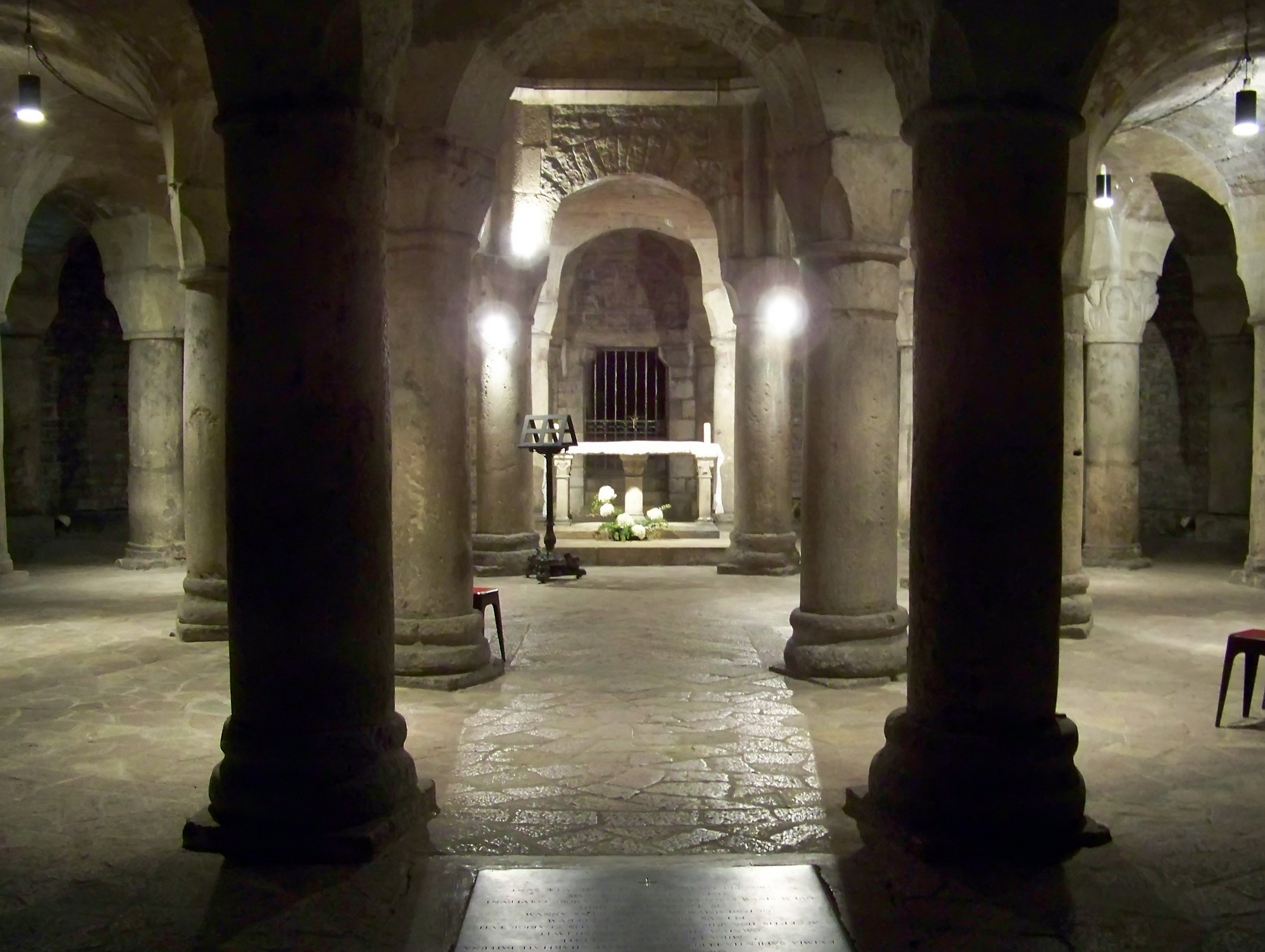
Крипта

### Крипта
Це найдавніша частина собору, зведена між 1000 та 1003 роками. Спочатку вона розташовувалася у трирівневій ротонді, яка слугувала місцем для паломництва, адже тут зберігався саркофаг з мощами святого Венігна. Під час Французької революції ротонда була зруйнована і засипана щебінкою. У 1843 році, під час спорудження блискавковідводу, будівельники натрапили на найнижчий рівень ротонди — крипту. Її було реконструйовано та сполучено із собором. Крипта зберігає свої первісне планування — дві круглі аркади, одна з 8, друга з 16 колон. Аркади у свою чергу оточують деамбулаторій, на схід від якого знаходиться вхід до маленької прямокутної каплиці, де зберігаються мощі святого Венігна. Діаметр крипти становить 17 метрів.

### Реліквії та поховання
У соборі зберігається частка мощей святого Венігна, також там похований Філіп III Добрий, герцог Бургундський.